# Pfarrkirche Reibers

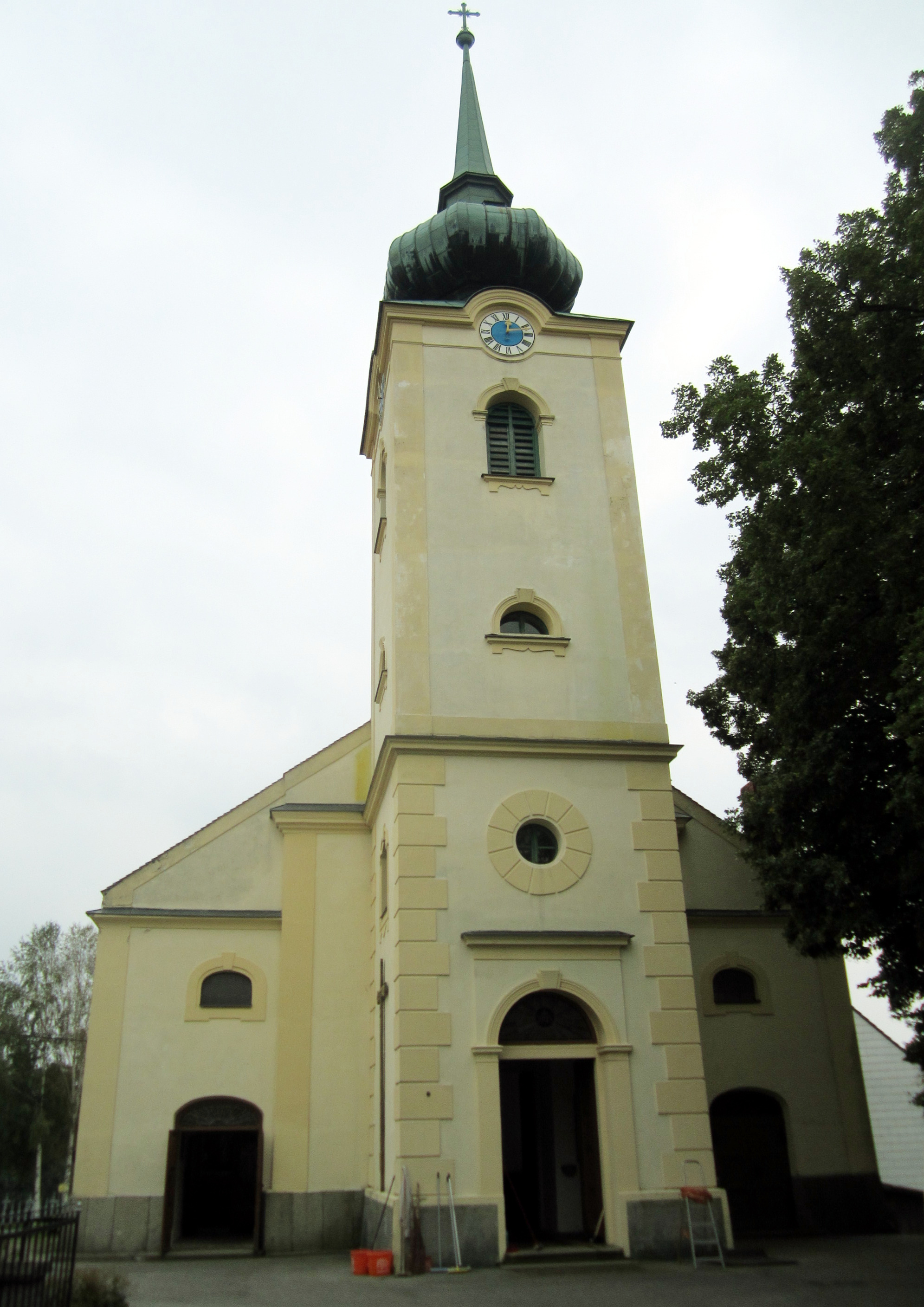
Katholische Pfarrkirche hl. Georg in Reibers

Die römisch-katholische Pfarrkirche Reibers steht erhöht im Norden der Ortschaft Reibers in der Marktgemeinde Dobersberg im Bezirk Waidhofen an der Thaya in Niederösterreich. Die dem Patrozinium hl. Georg unterstellte Pfarrkirche gehört zum Dekanat Waidhofen an der Thaya in der Diözese St. Pölten. Die Kirche steht unter Denkmalschutz (Listeneintrag).

## Geschichte
Die Pfarrchronik vermerkt aus mündlicher Überlieferung, die auch dokumentarisch belegt sein soll, dass sich in Reibers eine Wallfahrtskirche „Zum Heiligen Georg“ befand, die besonders zu den Kirchenfesten der Heiligen Georg, Walburga und Margaritha von zahlreichen Wallfahrern besucht wurde. Tatsache ist, dass das Gebiet von Reibers seit jeher zur Pfarre Waldkirchen gehörte. Laut dem Bericht des Pfarrers von Waldkirchen vom März 1675 gab es in Reibers eine dem heiligen Georg gewidmete Kapelle, die im Jahr 1496 von Papst Alexander VI. einen Ablassbrief erhalten hatte.
Im Zuge der Josephinischen Neuerungen wurde im Jahr 1785 die Pfarre Reibers mit Brunn, Reinolz und Rudolz sowie dem Pengershof von der Pfarre Waldkirchen abgetrennt und als selbständige Pfarrgemeinde errichtet. Die Lokalie wurde vom NÖ Religionsfonds mit 300 Gulden dotiert. Erster Priester war Benedikt Schimmer (1785–1796). Die alte Kapelle wurde 1785 im Einheitsstil der Josephinischen Kirchen zur Pfarrkirche erweitert mit saalartigem flachgedecktem Langhaus und niedrigem Halbkreisabschluss. Der Turm wurde 1903 erbaut.
Die ehemalige Saalkirche wurde 1936 durch den Baumeister Kamerit erneuert und in annähernd gesamter Länge durch etwas niedrigere Seitenschiffanbauten erweitert.

## Architektur
Die Vorgängerkirche wurde 1936 beidseits und zu einer breitgelagerten Hallenkirche erweitert. Der Westturm aus 1903 ist dem Mittelfeld der ursprünglich einschiffigen Kirche vorgestellt, das rundbogige Portal hat einen Tympanon, die Turmfassade eine Riesenpilastergliederung, rundbogige Schallfenster, der Turm trägt einen Zwiebelhelm. Das Langhaus zeigt Eckfaschen, gefaschte Segmentbogenfenster, das Satteldach ist mit Ziegeln gedeckt. Die stark eingezogene und niedrige Halbkreisapsis stammt von der Vorgängerkirche.
Das Kircheninnere zeigt Flachdecken und in den rückwärtig getrennten Schiffen Emporen. Die Halbkreisapsis ist gekehlt und eingezogen.

## Einrichtung
Der Hauptaltar und die Seitenaltäre sind aus Granit. Das Altarkruzifix entstand um 1936. Der Taufstein aus Granit ist barockisierend gestaltet.
Die Orgel baute Franz Capek 1906.